# نيكولا ليالي
نيكولا ليالي (بالإيطالية: Nicola Leali)‏ هو لاعب كرة قدم إيطالي في مركز حراسة المرمى ولد في يوم 27 فبراير 1993 في بلدة كاستليوني ديلي ستيفييري في إيطاليا، يلعب حالياً مع نادي أولمبياكوس كمعار من يوفنتوس وسبق له اللعب مع نادي فروسينوني ونادي تشيزينا ونادي سبيزيا ونادي فيرتوس لانشيانو ونادي بريشيا ويبلغ طول اللاعب 195 سم.

## روابط خارجية
- نيكولا ليالي على موقع الاتحاد الأوربي (الإنجليزية)
- نيكولا ليالي على موقع قاعدة بيانات كرة القدم.إي يو (الإنجليزية)
- نيكولا ليالي على موقع Soccerway.com (الإنجليزية)
- نيكولا ليالي على موقع عالم كرة القدم.نت (الإنجليزية)
- نيكولا ليالي على موقع AS.com (الإسبانية)